# 肝付良兼
肝付 良兼（きもつき よしかね）は、大隅国の戦国大名。肝付氏17代当主。

## 生涯
相州島津家当主で、島津家内の実力者であった島津忠良を烏帽子親として元服し偏諱を受け良兼と名乗る。天文22年（1553年）、父・肝付兼続の隠居に伴い当主となるが、実権は依然として父が握っていた。永禄9年（1566年）の父の死後、家中の権力を掌握すると永禄11年（1568年）に反攻に転じ、まず伊東氏と同盟し、飫肥を攻めて島津軍を撃退する。元亀2年（1571年）には伊地知重興の救援に向かい、島津軍を撃退した。しかし直後に病死した。享年37。
嫡男の満壽丸は夭折していたため、弟・兼亮が娘婿となり跡を継いだ。